# Holger Haase
Holger Haase (* 11. Juni 1975 in Hamm) ist ein deutscher Filmregisseur und Drehbuchautor.

## Leben
Holger Haase besuchte von 1985 bis 1994 das Gymnasium Langenberg. Nach dem Abitur studierte er Gestaltungstechnik in Wuppertal. Nach mehreren Jahren Praxis, zum Beispiel bei Theaterinszenierungen in Velbert, absolvierte er die Ludwigsburger Filmakademie Baden-Württemberg.
Sein erster abendfüllender Spielfilm, die Komödie Das Leben der Philosophen (2005), hatte am 4. November 2005 Premiere auf Arte. Im Frühjahr darauf wurde der Film für den Grimme-Preis nominiert. Seitdem drehte Haase diverse Spielfilme und Serienepisoden. 2016 war er mit dem Drama Die Ungehorsame erneut für den Grimme-Preis nominiert.

## Filmografie
- 1998: Keine Helden (Kurzfilm)
- 1999: Lauter Gedanken (Kurzfilm)
- 1999: Jedes Jahr im Herbst (Kurzfilm)
- 2001: morgen (Kurzfilm) – lief 2004 auf dem Bergischen Filmfest
- 2002: Zwei Wochen in Argentinien (Kurzfilm) – erhielt 2003 den Studio Hamburg Nachwuchspreis
- 2003: Für gutes Betragen (Kurzfilm)
- 2005: Das Leben der Philosophen
- 2006: Der Aufreisser (als Produzent, Kurzfilm)
- 2006: 29 und noch Jungfrau
- 2007: Deadline (zwei Serienepisoden)
- 2007: Pias Postmann (Kurzfilm)
- 2008: Alarm für Cobra 11 – Die Autobahnpolizei (zwei Serienepisoden)
- 2008: Man liebt sich immer zweimal
- 2009: Doctor’s Diary (Serienpilot der 2. Staffel)
- 2009: Im Spessart sind die Geister los
- 2010: Bollywood lässt Alpen glühen
- 2011: Plötzlich fett!
- 2011: Heiter bis tödlich: Nordisch herb (Serienpilot und drei folgende Episoden)
- 2012: Der Cop und der Snob (Serienpilot und zwei folgende Episoden)
- 2013: Da geht noch was (Kinofilm)
- 2013: Robin Hood und ich
- 2013: Mein Lover, sein Vater und ich!
- 2014: ... und dann kam Wanda
- 2015: Die Ungehorsame
- 2015: Einfach Rosa – Die Hochzeitsplanerin
- 2015: Heiraten ist nichts für Feiglinge
- 2016: Männertag (Kinofilm)
- 2016: Dating Alarm
- 2017: Ein Dorf rockt ab
- 2017: Bodycheck: Mit Herz durch die Wand
- 2018: Echte Bauern singen besser
- 2019: Mein Schwiegervater, der Camper
- 2020–2022: Ella Schön (Fernsehreihe, 7 Episoden)
- 2022: Freundschaft auf den zweiten Blick
- 2022: Familienerbe
- 2024: Kommissar Dupin – Bretonischer Ruhm